# Automeris egeus
Espèce
Automeris egeus est une espèce de papillon de la famille des Saturniidae.